# 太極拳九訣
太極拳九訣(たいきょくけんくけつ)は、中国武術の、伝統拳である太極拳としての楊式太極拳の楊班侯(永年楊氏二世)の作と伝わる九種の理論書。楊班侯から牛連元。牛連元から呉孟侠に伝わる。
太極拳九訣　　　楊班侯　伝
全體大用訣、
十三字行功訣、
十三字用功訣、
八字法訣、
虚實決、
亂環訣、
陰陽訣、
十八在訣、
五字經訣
五個要訣(六合勁、十三法、五法、八要、全力法)
以上14件